# Sonntag der Weltmission
Der Sonntag der Weltmission (österreichisch Weltmissions-Sonntag) wird einmal jährlich weltweit in der römisch-katholischen Kirche als „Fest der Katholizität und universalen Solidarität gefeiert“. Die Gläubigen sollen sich ihrer „gemeinsamen Verantwortung für die Evangelisierung der Welt bewusst werden“.
Am 14. Juni 1926 setzte Papst Pius XI. auf Vorschlag des obersten Rates der Päpstlichen Missionswerke den Sonntag der Weltmission ein. Er beauftragte die Päpstlichen Missionswerke, diesen jährlich zu gestalten. Die Durchführung dieses Tages wurde für die ganze Kirche vorgeschrieben und universalkirchlich auf den vorletzten Sonntag im Oktober festgelegt. In Deutschland findet der Sonntag der Weltmission am 4. Sonntag im Oktober statt.

## Universaler Solidaritätsfonds
Die Spenden zum Weltmissions-Sonntag, die in allen Bistümern der Weltkirche gesammelt werden sollen, fließen in den sogenannten „Solidaritätsfonds“. Die Nationaldirektoren der Päpstlichen Missionswerke in den einzelnen Ländern informieren die Zentrale der Päpstlichen Missionswerke in Rom über die Ergebnisse der Spendeneingänge. Damit das Geld gerecht verteilt wird, koordinieren die Nationaldirektoren bei ihrem jährlichen Treffen die Zuteilung der Gelder und überweisen anschließend die Beträge an die einzelnen Diözesen auf der ganzen Welt. Mit dem Geld wird die finanzielle Grundversorgung der Missionsdiözesen gesichert, damit die Ortskirchen „bei deren Einsatz zur Verkündigung Christi unter allen Völkern“ unterstützt werden.

## Geschichte
Veranlasst ist die Entstehung des Weltmissionssonntags nicht nur durch das Anliegen, die Mission als universalkirchliche Kernaufgabe deutlich zu machen, sondern vor allem durch die vielen von Orden und Missionsinstituten gestarteten unkoordinierten Initiativen, die um Gelder für die Missionsaufgaben warben. Auf diese Situation reagierte Papst Pius XI. 1922 mit dem Motu proprio „Romanorum pontificium“, das dem Missionswesen insgesamt ein neues Ordnungsprinzip gab. Der in Lyon von Pauline Jaricot gegründete „Verein der Glaubensverbreitung“ wurde in ein päpstliches Missionswerk umgewandelt und der Kongregation für die Evangelisierung der Völker unterstellt. Unter dem Motto „Wir dürfen nicht dieser oder jener Mission helfen, sondern allen Missionen der Welt“ sollte das auf diese Weise gegründete „Päpstliche Werk der Glaubensverbreitung“ die Missionsaktionen in den Heimatorten und Heimatländern der Missionare bündeln und die katholische Christenheit in einer zielbewussten, universalen Missionshilfe zusammenschließen. Durch die Schaffung dieses Werkes, das über eine breite internationale Basis verfügte, erfuhr die kirchliche Missionsarbeit eine neue Ordnung und Kraft. Nationale Interessen traten zurück, die Missionare erhielten für ihre Arbeit so viel Unterstützung, dass sie weniger Zeit mit dem Schreiben und Versenden von Bettelbriefen an ihre Wohltäter verbringen mussten und so Zeit für ihre missionarischer Arbeit gewannen.